# Selva Alegre (Imbabura)
Selva Alegre ist eine Ortschaft und eine Parroquia rural („ländliches Kirchspiel“) im Kanton Otavalo der ecuadorianischen Provinz Imbabura. Die Parroquia besitzt eine Fläche von 133,15 km². Die Einwohnerzahl betrug beim Zensus im Jahr 2010 1600. Die Bevölkerungsentwicklung ist rückläufig. Für 2020 wird eine Einwohnerzahl unter 1500 prognostiziert. Die Bevölkerung besteht zu etwa 77 Prozent aus Mestizen.

## Lage
Die Parroquia Selva Alegre liegt in den westlichen Anden im Norden von Ecuador. Das Gebiet befindet sich  in Höhen zwischen 980 m und 3600 m. Der Río Pamplona fließt entlang der südlichen Verwaltungsgrenze nach Westen und mündet im äußersten Westen der Parroquia in den Río Intag, der das Areal entwässert. Flüsse im Verwaltungsgebiet sind Río Pamplona, Río Azabí, Río Quinde, Río Intag und Río Talacos. Der etwa 1600 m hoch gelegene Hauptort befindet sich 35 km westlich vom Kantonshauptort Otavalo.
Die Parroquia Selva Alegre grenzt im Osten an die Parroquia San José de Quichinche, im Süden an die Provinz Pichincha mit der Parroquia San José de Minas (Kanton Quito), im Westen an die Parroquia García Moreno (Kanton Cotacachi) sowie im Norden an die Parroquias Vacas Galindo, Plaza Gutiérrez und Quiroga (alle drei ebenfalls im Kanton Cotacachi).

## Orte und Siedlungen
In der Parroquia gibt es neben dem Hauptort (cabecera parroquial) folgende Comunidades: El Quinde, Pamplona, Quinde Talacos, San Luis und Santa Rosa.

## Geschichte
Die Parroquia Selva Alegre wurde am 26. Oktober 1937 (fecha de creación) gegründet.